# Conger esculentus
Conger esculentus és una espècie de peix pertanyent a la família dels còngrids.

## Descripció
- Pot arribar a fer 160 cm de llargària màxima (normalment, en fa 90).[2][3][4]

## Alimentació
Menja peixos.

## Hàbitat
És un peix marí, associat als esculls i de clima tropical que viu entre 120 i 400 m de fondària.

## Distribució geogràfica
Es troba a l'Atlàntic occidental central: Cuba, Jamaica, Aruba, Bermuda, el Brasil, Colòmbia, Curaçao, la Guaiana Francesa, Guaiana, Puerto Rico, Surinam, Trinitat i Tobago i Veneçuela.

## Costums
És bentònic.

## Ús comercial
Es comercialitza fresc i en salaó.

## Observacions
És inofensiu per als humans.